# 瓦利縣 (內布拉斯加州)
瓦利縣（英語：Valley County）是美國內布拉斯加州中部的一個縣。面積1,478平方公里。根據美國2000年人口普查，共有人口4,647人。縣治奧德 (Ord)。
成立於1871年3月1日，縣政府於1873年6月23日成立。縣名來自當地的谷地。